# Врублевка
Вру́бливка (укр. Вру́блівка) — село на Украине, основано в 1585 году, находится в Романовском районе Житомирской области.
Население по переписи 2001 года составляет 1126 человек. Почтовый индекс — 13042. Телефонный код — 4146. Занимает площадь 552,9 км².

## Адрес местного совета
13042, Житомирская область, Романовский р-н, с. Врубливка, ул. Любарская, 31